# Le Lavandou
Le Lavandou é uma comuna francesa na região administrativa da Provença-Alpes-Costa Azul, no departamento de Var. Estende-se por uma área de 29,65 km². Em 2010 a comuna tinha 6 043 habitantes (densidade: 203,8 hab./km²).
Esta pequena vila piscatória fica a Este de Toulon e a sul de Saint Tropez. Aqui viveu durante uma semana a escritora norte-americana Willa Cather em 1902, inspirando-a a escrever um ensaio de nove páginas. Segundo esta descrição, a escritora comeu pêssegos, lagostas e peixe excelente. "O ar estava perfumado com lavanda; a paisagem era formada por pinheiros, abetos verdes e o mar parecia uma grande estrada azul para o céu".